# Ocnogyna parasita
Ocnogyna parasita är en fjärilsart som beskrevs av Jacob Hübner 1790. Ocnogyna parasita ingår i släktet Ocnogyna och familjen björnspinnare. Inga underarter finns listade i Catalogue of Life.